# Première (revista)
Première és una revista de cinema francesa, mensual i després bimensual, creada el 1976 per Jean-Pierre Frimbois i Marc Esposito. Publicaxº originalment pel grup Lagardère Active, després pel grup Rossel, avui és publicada per Hildegarde, també propietària del setmanari Le Film français.
El gener de 2015 la revista formava part, amb Télérama i els llocs Allociné i SensCritique, de les quatre plataformes escollides pel CNC com a socis en el llançament de la seva llista de cercadors d'ofertes VOD.

## Història
A principis de 1976, Jean-Pierre Frimbois va crear Onze (que es fusionarà amb Mondial per donar Onze Mondial), una revista a quatricomia sobre futbol el secretari de redacció de la qual va ser Marc Esposito i que va tenir un èxit fulgurant, aprofitant l'èpica de l'AS Saint Etienne a la Copa d'Europa. Jean-Pierre Frimbois, que va obtenir un important capital gràcies a l'èxit d'Onze, i Marc Esposito van crear Première, una revista mensual dedicada al cinema, la major part de la qual és en color, cosa rara en aquell moment. Els fotògrafs són Michel Piquemal (1976-1980) i Max Colin (1977-1980), després seran substituïts per Benoît Barbier, contractat el 1980, Luc Roux, contractat el 1983 i Bertrand Laforêt, contractat el 1984.
El primer número, amb Sylvia Kristel a la portada, es va estrenar el novembre de 1975 i se'n va fer un tiratge de 350.000 còpies, però només es van vendre 70.000 còpies. Després de cinc números, les vendes encara eren per sota de les 100.000 còpies.
Première va aprofitar una generació d'estrelles en ascens com Isabelle Adjani, Isabelle Huppert, Gérard Depardieu o Patrick Dewaere. A la segona meitat de la dècada de 1980, Michèle Pétin, l'esposa del productor Laurent Pétin, va ser redactora en cap.
L'octubre de 2013 Denis Olivennes, director general de Lagardère Active aleshores propietari del títol, va anunciar que el grup buscava separar-se d'algunes de les seves revistes per centrar-se en marques més rendibles (Elle, Paris Match, Télé 7 jours ...). Uns altres deu títols, inclòs Première, es vendrien o tancarien si no podien trobar un comprador.
El 2 d'abril de 2014 es va anunciar un comprador : el consorci 4B Media (Groupe Rossel-Reworld Media). La marca Première (la seva revista, així com el lloc web que rep més de 3,5 milions de visitants únics al mes i l'aplicació mòbil) va passar a ser propietat al 100% del grup Rossel el 10 de juliol de 2014.
Molt deficitària i en tramitació judicial, Première va ser assumida el maig de 2016 per LFF Médias, l'editor de la revista Le Film français. El nou accionista de referència és Réginald de Guillebon, president de Hildegarde, el holding titular de les dues revistes.

## Difusió
A continuació, l'emissió de pagament a França de Premiere. Fonts: ACPM.
| Títol    | 2010    | 2011    | 2012    | 2013    | 2014    | 2015   | 2016   | 2017   | 2018   | 2019   | 2020   |
| -------- | ------- | ------- | ------- | ------- | ------- | ------ | ------ | ------ | ------ | ------ | ------ |
| Première | 135.713 | 135.093 | 132.396 | 119.065 | 103.703 | 97.642 | 90.071 | 78.718 | 62.724 | 65.204 | 66.506 |